# Caritas sonrientes

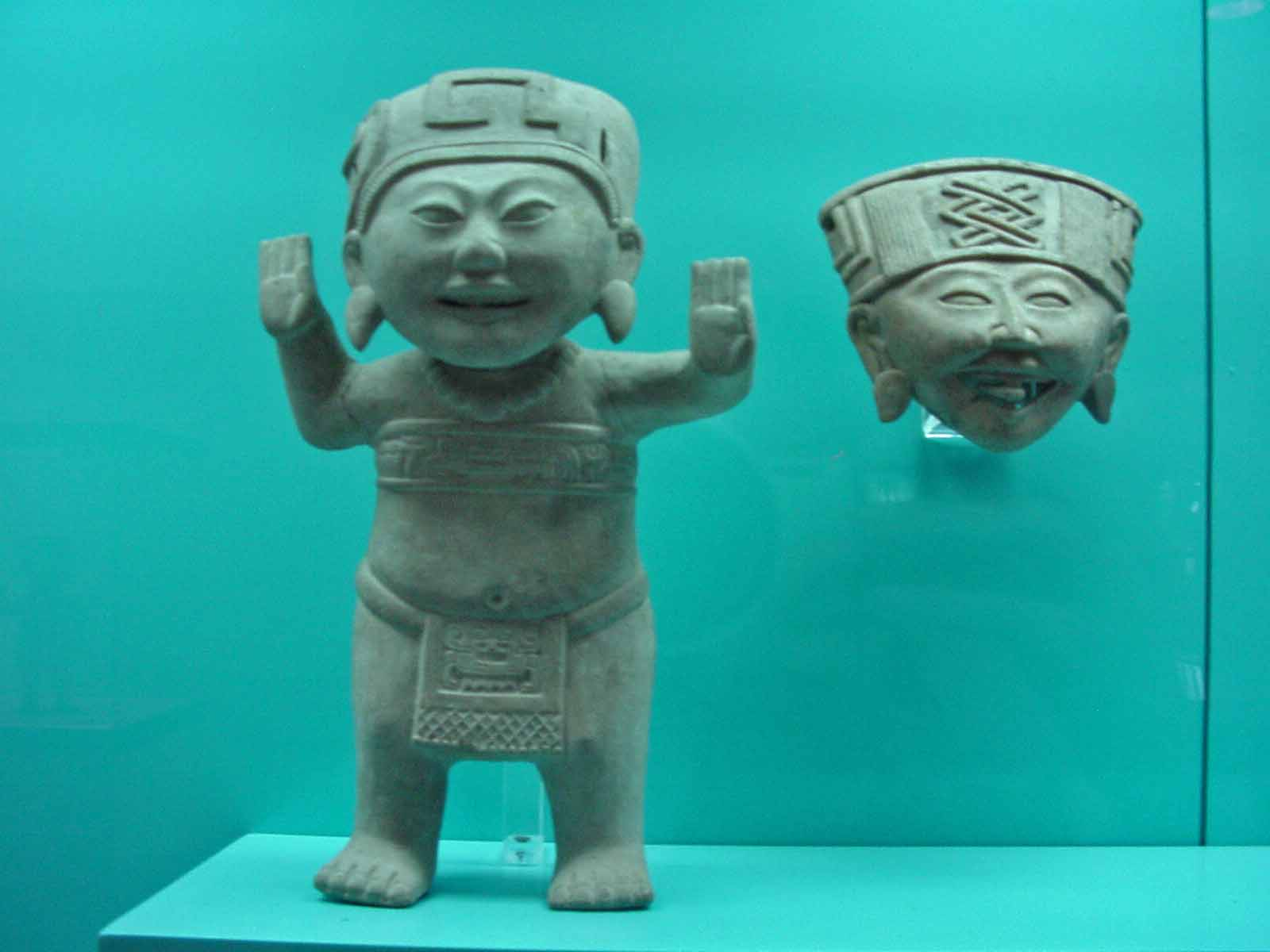
Figuras sonrientes procedentes de Remojadas (Veracruz, México). Período Clásico, ss. II-VII/IX d. C.

Las caritas sonrientes constituyen un género de la alfarería de la cultura del Centro de Veracruz, que se desarrolló en Mesoamérica durante el Período Clásico. Erróneamente se les ha atribuido una paternidad totonaca, lo que no resulta preciso porque fueron producidas muchos siglos antes del desarrollo de esa cultura. Se trata de pequeñas piezas de barro cocido que representan rostros humanos sonriendo. En el universo de las representaciones antropomorfas mesoamericanas son excepcionales, puesto que el arte mesoamericano se caracteriza por sus retratos hieráticos y el esquematismo de las representaciones humanas. 
En estricto sentido, no se trata de representaciones faciales. Las caritas sonrientes constituían parte de efigies de cuerpo completo, que se desprendieron con el paso del tiempo. Existen piezas prehispánicas completas con rostros sonrientes, todas procedentes del centro de Veracruz.
Se desconoce cuál era la función de estas figuras de cerámica, que se han encontrado en sitios como Remojadas, Cerro de las Mesas, Nopiloa, El Tajín y Xiutetelco, sitios en los que la cultura clásica del Centro de Veracruz tuvo su mayor florecimiento. Se han propuesto varias hipótesis. (i) Las piezas serían representaciones de sujetos en trance por el uso de alcaloides en rituales religiosos y sacrificiales. (ii) Podrían ser representaciones de personajes importantes provenientes de diversas regiones de Mesoamérica, los cuales se identifican por el tipo de tocado que portan. (  iii) Se trataría de representantes del culto de las deidades de los alimentos, del juego, y de los placeres, llamados Xochipilli, Macuilxochitl, y Xochiquetzal por los Aztecas (Alfonso Medellín).